# Conrad Jonsson
Per Conrad ("Conke") Jonsson, född 19 december 1886 i Eskilstuna, död där 16 maj 1964, journalist, politiker (socialdemokrat), landshövding.

## Biografi
Jonsson började sin yrkeskarriär som bokhandelsmedhjälpare och därefter typograf. Han var medarbetare i tidningen Folket i Eskilstuna åren 1907–1910 och verksam som redaktionssekreterare på tidningen Social-Demokraten 1910–1916, dp Hjalmar Branting var chefredaktör och Per Albin Hansson politisk medarbetare. År 1917 återkom han till tidningen Folket som andreredaktör var 1918-43 chefredaktör för denna. Som journalist under 1900-talets första decennium fick han namnet "Conke", som sedan blivit allmänt använt.
Som nästan alla socialdemokratiska chefredaktörer i sin samtid blev Jonsson ledamot av Sveriges riksdag, där han representerade Södermanlands läns valkrets i andra kammaren 1922–1943. Han blev en nära medarbetare till Värner Rydén.  Han tillhörde socialdemokratiska partistyrelsen 1932–1936 och var riksbanksfullmäktig 1936–1943 och var 1948–1956 bankofullmäktiges ordförande. År 1943 utnämndes han till landshövding i Västmanlands län och pensionerades 1952. Mellan 1947 och 1955 var han ordförande i styrelsen för Radiotjänst. År 1957 tilldelades han den kungliga guldmedaljen Illis quorum. Inom partiet omnämndes han oftast som "Conke".